# Улица Бебеля (Екатеринбург)

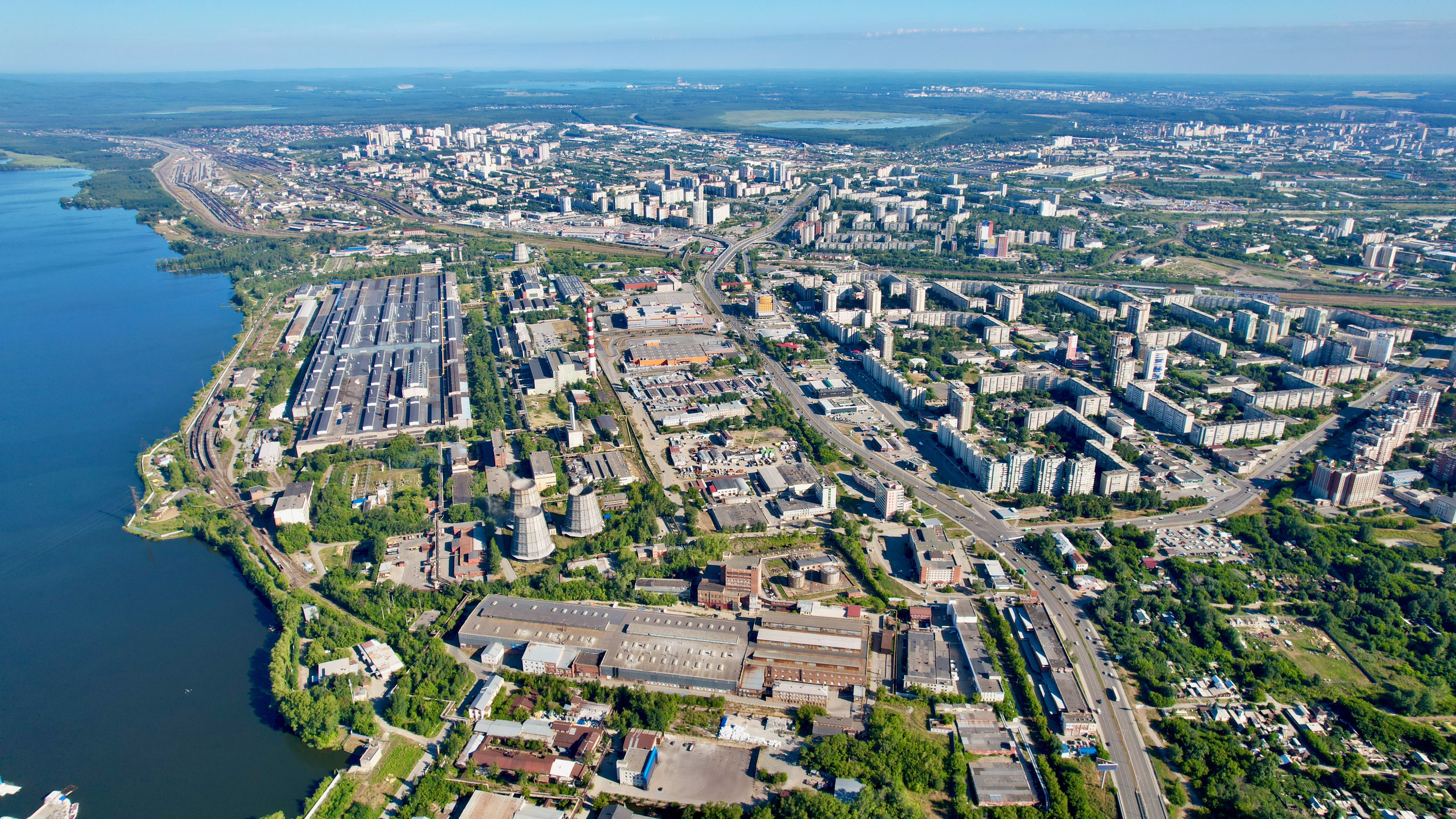
Вид с высоты, улица Бебеля в центре снимка

близ перекрестка с ул. Черепанова, август 2022

Улица Бе́беля (прежние названия: Закути́лова 5-я, Августа Бебеля) — магистральная улица в жилых районах Заречном и Сортировочном Верх-Исетского и Железнодорожного административных районов Екатеринбурга.

## История и происхождение названий
Улица зафиксирована на плане Верх-Исетского завода первой половины XIX века (из архива Н. С. Алфёрова), условно соотносимым с генеральным планом этого завода 1826 года. До 1920-х годов улица была частью уличной сети Верх-Исетского завода, не входившего до этого времени в состав Екатеринбурга.
До 1921 года улица носила номерное название 5-я Закутилова. Происхождение этого названия документально не установлено. В 1921 году улица была переименована в честь немецкого социал-демократа и участника движения II-го Интернационала Августа Бебеля (1840—1913).
С 1949 года улица частично застраивалась шлакоблочными и кирпичными многоквартирными домами (№ 121 и 123 по нечётной стороне, № 172, 174, 176, 178, 180 по чётной стороне), с 1962 года также железобетонно-блочными (№ 127), а с 1970 года и железобетонно-панельными. В период с 1978 года по вторую половину 1980-х годов в ходе реконструкции жилых районов «Заречный» и «Новая Сортировка» чётная сторона улицы Бебеля была застроена многоэтажными панельными жилыми домами типовых серий (468-й и 141-й серии), этажностью 9-16 этажей, а также кирпичными (№ 114, 120, 128, 1986—1989 годов).

## Расположение и благоустройство
Улица проходит в направлении с юга на север (на отдельных участках отклоняясь то к западу, то к востоку). Начинается от пересечения с улицей Кондратьева в месте соединения с улицей Токарей через автомобильный мост через реку Исеть и заканчивается у пересечения с улицей Автомагистральной. Пересекается с улицами Опалихинской и Пехотинцев. Слева к улице примыкают улицы Колмогорова, 3-го Интернационала, Финских Коммунаров, Спартака, Кушвинская, Техническая, Таватуйская, Лесная. Справа к улице примыкают улицы Полежаевой, Готвальда, Черепанова и Ольховская.
Протяжённость улицы составляет около 4 км. Ширина проезжей части — от 12 до 25 м (непостоянная): на участке от улицы Опалихинской до улицы Ольховской — по две полосы в каждую сторону движения, на участке от улицы Готвальда — три полосы в одном направлении (северном), от автомобильной развязки на пересечении ул. Технической-Бебеля и до улицы Таватуйской — четыре полосы в обоих направлениях, на остальных участках по три полосы в каждую сторону движения.
На протяжении улицы имеется шесть светофоров (на перекрёстках с улицами Автомагистральной, Пехотинцев, Таватуйской, Черепанова и Опалихинской и на регулируемом пешеходном переходе у выхода улицы Лесной). Через улицу в районе примыкания улицы Таватуйской проложен надземный пешеходный путепровод. На участке от улицы Технической до Автомагистральной и далее по улице Донбасской проходит трамвайная линия (маршруты № 6, 19, 23, 24).
С обеих сторон улица оборудована тротуарами и уличным освещением. Нумерация домов начинается от улицы Кондратьева.

## Примечательные здания и сооружения
- № 71 — Свердловский областной медицинский колледж.
- № 122а — средняя общеобразовательная школа № 29.
- № 122 б — средняя общеобразовательная школа № 6, детская школа искусств № 11.
- № 150 — средняя общеобразовательная школа № 148.

## Транспорт
Автомобильное движение на большей протяжённости улицы двустороннее, на участке между улицами Готвальда и Опалихинской — одностороннее, в северном направлении.

### Наземный общественный транспорт
Улица является важной транспортной магистралью общегородского значения, связывающей жилые районы ВИЗ и Сортировочный транзитом через Заречный. По улице осуществляется движение трамваев 6, 7, 10, 13, 19, 23, 24 автобусов 13, 13А, 43, 61 и маршрутных такси.

### Ближайшие станции метро
Действующих станций метро поблизости нет, линий Екатеринбургского метрополитена в район улицы проводить не запланировано. Существуют планы связи улицы со 2-й линией екатеринбургского метро посредством скоростного трамвая.